# Суд Париса (картина Рубенса)
Суд Париса  — наименование, которое может относиться к любой из нескольких картин суда Париса, написанных Рубенсом. Самые известные версии — 1636 и 1639 года, экспонируются в Национальной галерее в Лондоне и Национальном музее Прадо в Мадриде.
Сюжетом для картин послужил эпизод из троянского цикла мифов. Образы Афродиты, Афины и Геры на всех картинах иллюстрируют рубенсовский идеал женской красоты.

## Картина 1636 г.
История, изложенная в книге Лукиана «Суд над богинями», послужила вдохновением для написания этой версии картины. Она была куплена в 1844 году для Национальной галереи в Лондоне, где и находится.

## Картина 1638 г.
Написанная в 1638 или 1639 году, эта версия сейчас находится в Мадридском музее Прадо и была завершена незадолго до смерти художника, пока он болел подагрой. Она была заказана испанским королем Филиппом IV. После смерти Фердинанда перешла в испанскую королевскую коллекцию. В 1788 году Карл III посчитал картину неприличной и приказал сжечь её, но приказ так и не был приведён в исполнение.